# Themira nigricornis
Themira nigricornis – gatunek muchówki z rodziny wońkowatych i podrodziny Sepsinae.
Gatunek ten opisany został w 1826 roku przez Johanna Wilhelma Meigena jako Sepsis nigricornis.
Muchówka o ciele długości około 4,5 mm. Głowę jej cechuje obecność szczecinek zaciemieniowych oraz wysokość policzków półtora raza większa niż szerokość trzeciego członu czułków. Czułki mają barwę żółtawobrązową i słabo zgrubiałą nasadę aristy. Tułów charakteryzuje obecność szczecinek barkowych oraz całkowicie, biało zarośnięte sternopleury. Przednia para odnóży u samca ma umiarkowanie uda oraz drobne kolce na spodzie pozbawionych trójkątnego wyrostka goleniach. U samicy na spodzie przednich ud występuje po jednym dużym kolcu, a za nim seria małych kolców.
Owad znany z Wielkiej Brytanii, Francji, Holandii, Niemiec, Danii, Szwecji, Norwegii, Finlandii, Szwajcarii, Austrii, Włoch, Polski, Litwy, Łotwy, Czech, Słowacji, Węgier, Ukrainy, europejskiej części Rosji, wschodniej Palearktyki, krainy orientalnej i nearktycznej Ameryki Północnej.